# Ишрак (молитва)
Ишрак в исламе — намаз-нафиля, который совершается через 20—40 минут после восхода солнца. Время этой молитвы истекает в момент достижения Солнцем середины пути между восходом и зенитом. 
Количество ракаатов: от 2 до 4.
Совершение намаза в момент восхода солнца запрещено; следует дождаться времени ишрака.
Эта молитва является желательной, но не обязательной. Она является частью молитвы духа. Так как время молитвы духа со времени, когда солнце поднимется (на высоту копья), и до начала полудня.